# Брусилов Георгій Львович
Брусилов Георгій Львович (рос. Брусилов Георгий Львович; 19 травня 1884 — 1914?) — російський дослідник Арктики, капітан шхуни «Святая Анна», що зникла безвісти при спробі проходження Північного морського шляху в 1914 році.

## Життєпис

### Молоді роки
Георгій Львович Брусилов народився 19 травня 1884 року в Миколаєві в родині морського офіцера Льва Олексійовича Брусилова, що походив з дворян Орловської губернії, та його дружини Катерини Костянтинівни, доньки капітана 1-го рангу К. К. Панютіна, учасника Кримської війни.
Початкову освіту Георгій (або Юрій, як його називали вдома) отримав у рідному місті. Згодом вступив до морського кадетського корпусу в Петербурзі, який закінчив у розпал Російсько-японської війни, весною 1905 року.

### Служба

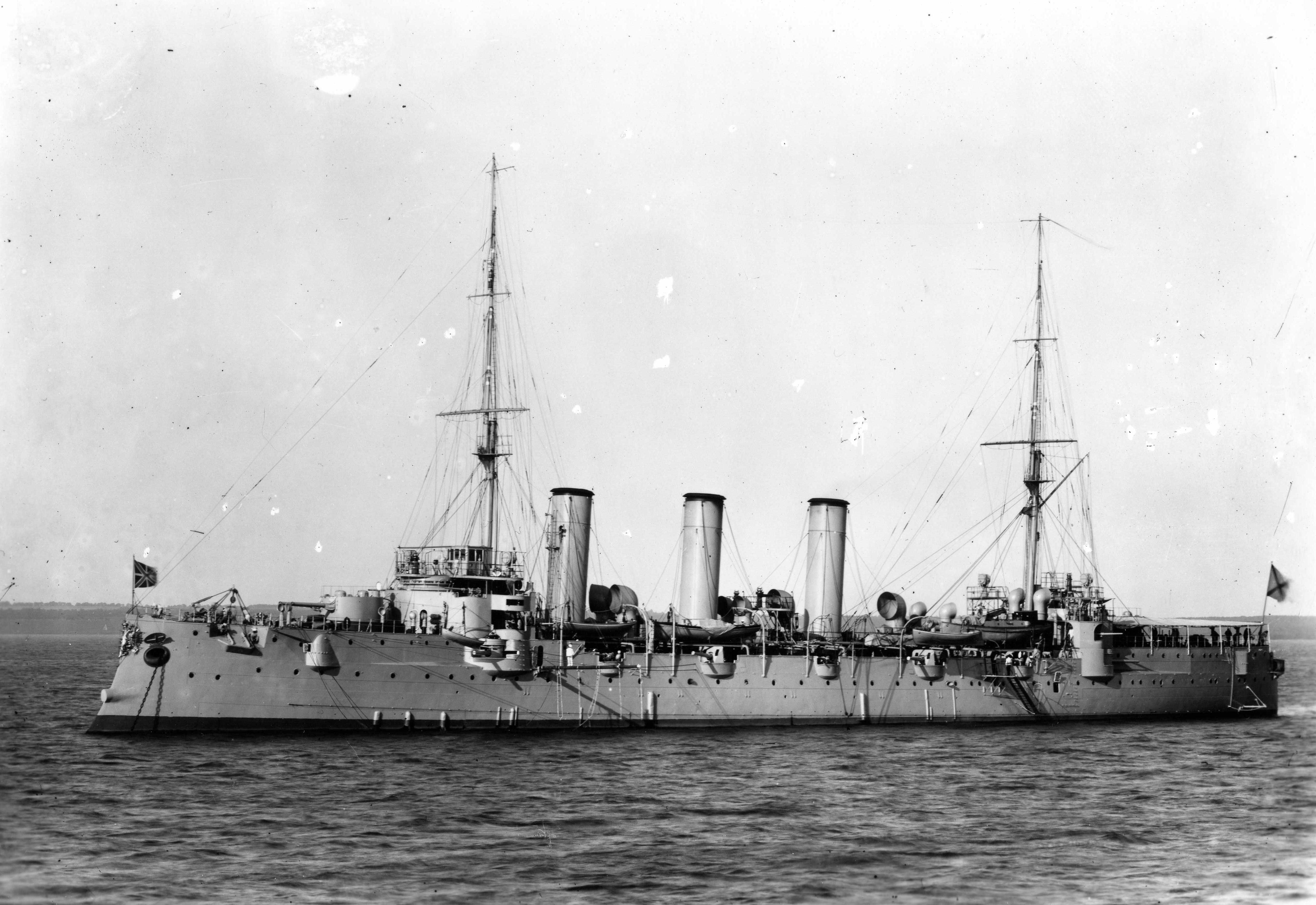
Крейсер «Богатырь»

Тоді ж був відряджений на Далекий Схід. Там Георгій брав участь у військово-морських операціях проти японців, спочатку на міноносці, а потім на крейсері «Богатырь». На ньому ж він і повернувся по закінченні бойових дій неушкодженим через Суец і Гібралтар до Кронштадту.
Став мічманом у 1906 році. У 1909 році Брусилову було надано військове звання лейтенант флоту.
У 1910 році Георгія Львовича перевели до Головного гідрографічного управління. Протягом 1910—1911-х він брав участь у гідрографічних експедиціях Північний Льодовитим океаном на криголамних пароплавах «Таймыр» та «Вайгач», займався картографуванням берегів Чукотки. Брав участь у дослідженнях річки Колими.

### Експедиція 1912—1914 років
1912 року Брусилов отримав на службі відпустку та організував найближчих родичів у акціонерне звіробійне товариство, що мало на меті мати користь із попутного промислу звіра в арктичних широтах. Основною ж метою експедиції було пройти Північним морським шляхом з Атлантичного до Тихого океану за одну-дві навігації, як це зробив Ерік Норденшельд у 1878—1879 роках.
Брусилов придбав у Великій Британії парусно-парову шхуну «Бленкатра» і дав їй нове ім'я на честь Ганни Миколаєвни Брусилової, яка з власних коштів виділила на спорядження експедиції 90 тисяч рублів.
10 серпня 1912 року шхуна «Святая Анна» під командуванням Георгія Львовича Брусилова відпливла з Петербургу.
В Александровську-на-Мурмані частина екіпажу, в тому числі і бортовий лікар, старший помічник Н. С. Андрєєв, штурман та кілька матросів відмовились від подальшого плавання. Роль лікаря взяла на себе Ермінія Олександрівна Жданко, небога начальника Головного гідрографічного управління, що мала кваліфікацію сестри милосердя. Єдиним штурманом залишився Валеріан Іванович Альбанов.
28 серпня 1912 року «Святая Анна» відправилась у подальший шлях, маючи запасів харчів на 18 місяців.
У середині вересня шхуна вийшла через Югорський Шар до Карського моря, 16 жовтня 1912 року пройшла Карські Ворота, але біля західного узбережжя Ямалу була затерта кригою на широті 71° 45'. 28 жовтня 1912 року під сильним південним вітром почався дрейф кригового поля із вмерзлим судном: замість потрібного шляху на схід шхуна рухалася на північ.
До літа наступного року «Святую Анну» винесло на північ від Нової Землі. Спроби команди випиляти канал у кризі до найближчої ополонки ні до чого не привели, тож на судні почали готуватися до ще однієї зими. У вересні 1913 року на борту відбувся конфлікт, в результаті якого Альбанов склав із себе повноваження штурмана.
До початку 1914 року «Святая Анна» була вже північніше Землі Франца-Йосифа. Під час цього найтривалішого в історії російських арктичних досліджень дрейфу (1575 км за півтора року) експедиція Брусилова проводила метеорологічні нагляди, виміри глибин, вивчала течії і льодовий режим в північній частині Карського моря, тоді повністю невідомій тогочасній науці. Також під час дрейфу Брусилов спростував існування «Землі Петермана» та виявив жолоб, довжиною бл. 500 км, в північній частині Карського моря. Це стало відомо завдяки науковим матеріалам, що зберіг Альбанов.
Не зважаючи на вдале полювання під час першого року плавання, ставала відчутною нестача певних продуктів та палива.
10 квітня 1914 року 82°55.5′ пн. ш. 60°45′ сх. д. / 82.9250° пн. ш. 60.750° сх. д. Валеріан Альбанов і 13 членів екіпажа залишили судно, маючи на меті пішки дійти до населеної землі. На шхуні залишилось 10 осіб, у тому числі капітан Брусилов. Згодом троє матросів із групи Альбанова повернулись, не маючи сил на довгий шлях до континенту. Подальша доля тих, хто залишився на судні невідома й понині.
З тих, хто пішов, врятуватися вдалося штурману Альбанову та матросу Конраду, яких на мисі Флора, біля південно-західної частини Землі Франца-Йосифа підібрала експедиція під командуванням Георгія Сєдова на шхуні «Святой Фока».

## Пошуки експедиції
1. 18 січня 1914 року Рада міністрів дала вказівку морському міністерству почати пошуки трьох зниклих експедицій: Г. Л. Брусилова, Г. Я. Сєдова та В. О. Русанова.

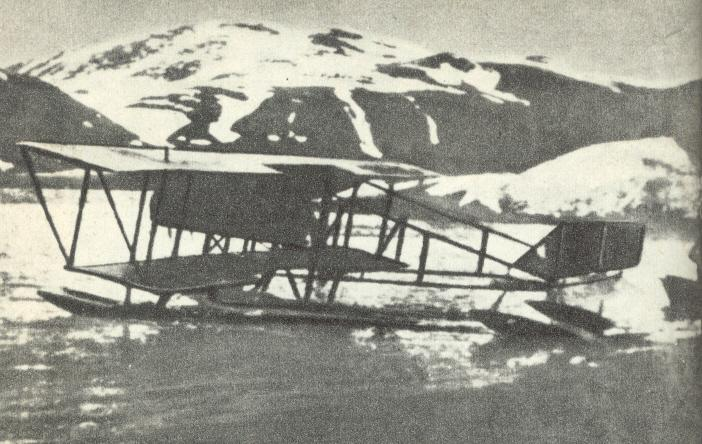
Farman MF.11 Яна Нагурського на Новій Землі, 1914

- У західній рятувальній експедиції під командуванням Ісхака Іслямова брали участь чотири судна: барк «Эклипс», який повинен був пройти на схід Північно-Східним проходом,Farman MF.11 Яна Нагурського на Новій Землі, 1914 пароход «Печора», парові шхуни «Герта» й «Андромеда», що мали оглянути район Нової Землі та Землі Франца-Йосифа. «Герта» на шляху до острова Нортбрук розминулася із «Святым Фокой», на борту якого вже перебували Альбанов та Конрад, але на базі Джексона на мисі Флора Іслямову вдалося знайти записку Альбанова. Вперше для пошуків була задіяна авіація: льотчик Ян Нагурський дослідив кригу та берег Нової Землі протягом 1060 км.

- Зі східної сторони пошук був доручений судам гідрографічної експедиції Північного Льодовитого океану під проводом Б. А. Вількіцького. Спроба задіяти авіацію виявилася невдалою: гідролітак «Генрі-Фарман» зазнав аварії в першому ж вильоті.
За два роки пошуків слідів «Святой Анны» виявити не вдалося. У вересні 1915 року пошукові експедиції було згорнуто, судна повернулися до Архангельська.

2. У 1919 році штурман Альбанов намагався переконати «верховного правителя Росії» О. В. Колчака, який сам раніше брав участь у полярних дослідженнях, організувати ще одну пошукову експедицію, але це йому не вдалося. Альбанов невдовзі помер.
3. У 2010 році була організована перша за цей час пошукова експедиція. Її очолив Олег Продан. У липні — серпні 2010 року на території Землі Франца-Йосифа науковцями, учасниками експедиції, були знайдені останки однієї людини, особисті речі, спорядження, залишки щоденників. Багато з знайдених речей згадуються у виданому в 1917 році щоденнику Альбанова. Передбачається, що знахідки належать одному з моряків берегової частини групи Альбанова, що пішла з корабля. Слідів самої шхуни «Святая Анна» доки що виявити не вдалося.

## Вшанування пам'яті
На честь Георгія Львовича Брусилова названі:
- Гори в Антарктиді
- Льодовий купол на острові Земля Георга, що входить до архіпелагу Земля Франца-Йосифа[5][6].

## У мистецтві
- Георгій Львович Брусилов був одним із трьох прообразів капітана Івана Львовича Татарінова у романі Веніаміна Каверіна «Два капітани». Іншими двома були Георгій Сєдов та Володимир Русанов.
- В екранізації роману 1976 року роль капітана Татарінова зіграв Іван Власов[12].